# А-22 «Огонь»
А-22 Огонь — советский огнемётно-зажигательный корабельный комплекс калибра 140 мм.

## История создания
Разработка велась в период с 1971 до 1982 годов. После успешных испытаний опытного образца в 1982 году комплекс был принят на вооружение.
По результатам испытаний А-22 был рекомендован к принятию на вооружение десантных кораблей на воздушной подушке.

## Применение

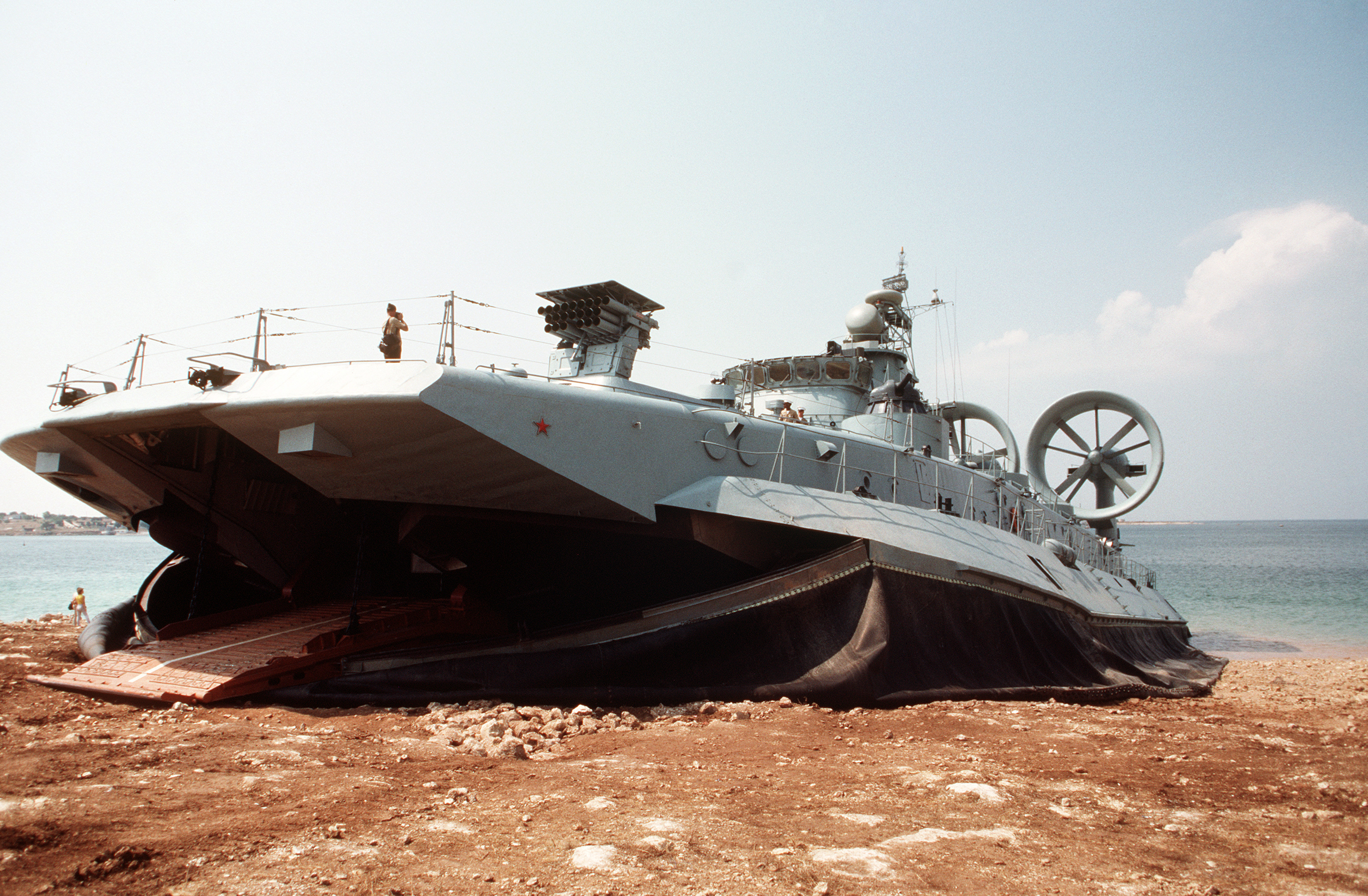
А-22 на «Зубре»

Комплекс А-22 «Огонь» предназначен для вооружения десантных кораблей на воздушной подушке. Обеспечивает: поражение береговых площадных целей, техники и живой силы противника в зоне высадки десанта, надводных целей противника, создание очагов пожаров на территории противника. Скорострельность и дальность стрельбы обеспечивают необходимую поддержку морской пехоте при выполнении поставленных перед десантом задач.

## Состав
В состав системы входят:
1. пусковая установка МС-227
2. дальномерно-визирное устройство ДВУ-3-БС;
3. 140-мм неуправляемые реактивные снаряды.

## Тактико-технические характеристики[1]
| Боевая готовность комплекса с момента обнаружения цели, с | не более 8 |
| Масса комплекса, кг                                       | 2600       |
| Масса комплекса без боезапаса, кг                         | 2000       |
| Масса дальномерно-визирного устройства, кг                | 300        |